# Saoedi-Arabië op de Olympische Zomerspelen 1992
Saoedi-Arabië nam deel aan de Olympische Zomerspelen 1992 in Barcelona, Spanje. Het land debuteerde op de Zomerspelen in 1972 en deed in 1992 voor de vijfde keer mee. 

## Deelnemers en resultaten

### Atletiek
| Olympiër                | Discipline             | Resultaat | Prestatie                                              |
| ----------------------- | ---------------------- | --------- | ------------------------------------------------------ |
| Mohamed Barak Al-Dosari | 3000m steeplechase (m) | 18e       | serie 2: 9de in 8.36,73 halve finale 2: 9de in 8.36,38 |
| Khaled Al-Khalidi       | kogelstoten (m)        | 21e       | kwalificatie groep B: 11de met 17,72m                  |
| Khaled Al-Khalidi       | discuswerpen (m)       | 30e       | kwalificatie groep B: 15de met 47,96m                  |

### Schermen
| Olympiër      | Discipline | Resultaat | Prestatie |
| ------------- | ---------- | --------- | --- |
| Sami Al-Baker | sabel (m)  | 43e       | 1ste ronde groep 1: 6de V van GER Kempenich: 0-5 V van FRA Lamour: 2-5 V van GBR Williams: 1-5 V van ROU Grigore: 0-5 V van POL Kościelniakowski: 0-5 |

### Tafeltennis
| Olympiër    | Discipline    | Resultaat | Prestatie                                                                         |
| ----------- | ------------- | --------- | --------------------------------------------------------------------------------- |
| Raed Hamdan | enkelspel (m) | 49e       | groep K: 4de V van NGR Bankole: 1-2 V van CHN Wang: 0-2 V van JPN Matsushita: 0-2 |

### Wielersport
| Olympiër                                               | Discipline         | Resultaat | Prestatie      |
| ------------------------------------------------------ | ------------------ | --------- | -------------- |
| Medhadi Al-Dosari                                      | wegwedstrijd (m)   | DNF       | niet gefinisht |
| Saleh Al-Qobaissi                                      | wegwedstrijd (m)   | DNF       | niet gefinisht |
| Mohamed Al-Takroni                                     | wegwedstrijd (m)   | DNF       | niet gefinisht |
| Medhadi Al-Dosari Saleh Al-Qobaissi Mohamed Al-Takroni | ploegentijdrit (m) | 26e       | 2:35.30        |

### Zwemmen
| Olympiër         | Discipline           | Resultaat | Prestatie                |
| ---------------- | -------------------- | --------- | ------------------------ |
| Hussein Al-Sadiq | 100m vrije slag (m)  | 65e       | serie 2: 3de in 55,96    |
| Hussein Al-Sadiq | 200m vrije slag (m)  | 48e       | serie 1: 2de in 2.01,31  |
| Hussein Al-Sadiq | 400m vrije slag (m)  | 45e       | serie 1: 5de in 4.21,44  |
| Hussein Al-Sadiq | 1500m vrije slag (m) | 30e       | serie 1: 7de in 17.15,75 |
| Ziyad Kashmiri   | 100m vlinderslag (m) | 61e       | serie 2: 6de in 1.01,00  |
| Ziyad Kashmiri   | 200m vlinderslag (m) | 45e       | serie 1: 4de in 2.21,59  |
| Ziyad Kashmiri   | 200m wisselslag (m)  | DNS       | serie 1: niet gestart    |

Albanië · Algerije · Amerikaanse Maagdeneilanden · Amerikaans-Samoa · Andorra · Angola · Antigua en Barbuda · Argentinië · Aruba · Australië · Bahama's · Bahrein · Bangladesh · Barbados · België · Belize · Benin · Bermuda · Bhutan · Bolivia · Bosnië en Herzegovina · Botswana · Brazilië · Britse Maagdeneilanden · Bulgarije · Burkina Faso · Canada · Centraal-Afrikaanse Republiek · Chili · China · Chinees Taipei · Colombia · Congo-Brazzaville · Cookeilanden · Costa Rica · Cuba · Cyprus · Denemarken · Djibouti · Dominicaanse Republiek · Duitsland · Ecuador · Egypte · El Salvador · Equatoriaal-Guinea · Estland · Ethiopië · Fiji · Filipijnen · Finland · Frankrijk · Gabon · Gambia · Gezamenlijk team · Ghana · Grenada · Griekenland · Groot-Brittannië · Guam · Guatemala · Guinee · Guyana · Haïti · Honduras · Hongarije · Hongkong · Ierland · IJsland · India · Indonesië · Irak · Iran · Israël · Italië · Ivoorkust · Jamaica · Japan · Jemen · Jordanië · Kaaimaneilanden · Kameroen · Kenia · Koeweit · Kroatië · Laos · Lesotho · Letland · Libanon · Libië · Liechtenstein · Litouwen · Luxemburg · Madagaskar · Malawi · Malediven · Maleisië · Mali · Malta · Marokko · Mauritanië · Mauritius · Mexico · Monaco · Mongolië · Mozambique · Myanmar · Namibië · Nederland · Nederlandse Antillen · Nepal · Nicaragua · Nieuw-Zeeland · Niger · Nigeria · Noord-Korea · Noorwegen · Oeganda · Oman · Oostenrijk · Pakistan · Panama · Papoea-Nieuw-Guinea · Paraguay · Peru · Polen · Portugal · Puerto Rico · Qatar · Roemenië · Rwanda · Saint Vincent‑Grenadines · Salomonseilanden · Samoa · San Marino · Saoedi-Arabië · Senegal · Seychellen · Sierra Leone · Singapore · Slovenië · Soedan · Spanje · Sri Lanka · Suriname · Swaziland · Syrië · Tanzania · Thailand · Togo · Tonga · Trinidad en Tobago · Tsjaad · Tsjecho-Slowakije · Tunesië · Turkije · Uruguay · Vanuatu · Venezuela · Verenigde Arabische Emiraten · Verenigde Staten · Vietnam · Zaïre · Zambia · Zimbabwe · Zuid-Afrika · Zuid-Korea · Zweden · Zwitserland · Onafhankelijke olympische deelnemers